# Андерссон, Андреас (футболист, 1974)
Андреас Андерссон (швед. Andreas Andersson; род. 10 апреля 1974, Накка) — шведский футболист, нападающий. С 1996 по 2003 год играл в составе сборной Швеции по футболу, провёл 42 матча, в которых забил 8 голов. Участник чемпионата мира 2002 года.
После окончания карьеры игрока остался в футболе в качестве тренера и функционера. В настоящее время является спортивным директором клуба «Дегерфорс».

## Карьера игрока
Андерссон начал играть в футбол в юношеском клубе «Хова». В 1994 году он начал профессиональную карьеру в клубе первой лиги «Тидахольм». В том же году он перешёл в клуб «Дегерфорс», за который играл до конца 1995 года. В 1996 году он присоединился к более титулованному клубу «Гётеборг», который играл в высшей лиге. В составе «Гётеборга» Андерссон в сезоне 1996 года завоевал титул чемпиона Швеции, став с 19 забитыми голами лучшим бомбардиром шведского чемпионата в том сезоне.
Успехи Андерссона привлекли внимание селекционеров ведущих итальянских клубов, и в 1997 году он подписал контракт с «Миланом». Однако, в «Милане» он закрепиться не сумел, и во время зимней паузы в сезоне 1997/98 был продан в английский «Ньюкасл Юнайтед». В «Ньюкасле» его преследовали травмы и он редко выходил на поле; в 1999 году его приобрел клуб «АИК» из Стокгольма, и Андерссон вернулся на родину. Следующие пять лет он играл за «АИК» в высшей лиге шведского чемпионата, но частые травмы и здесь не давали ему играть в полную силу. Из-за проблем со здоровьем летом 2005 года он решил завершить игровую карьеру; 1 августа 2005 года клубом были устроены торжественные проводы Андерссона на стадионе «Росунда» в присутствии 18000 болельщиков «АИКа».

## Карьера в сборной
За сборную Швеции Андерссон начал выступать с 1996 года. Он принимал участие во всех матчах сборной на чемпионате мира 2002 года, выходя на замену Маркусу Альбеку. В матче против сборной Аргентины он чуть было не забил гол: после его мощного удара мяч попал в нижнюю часть перекладины и, отскочив вниз, ударился о землю на линии ворот. Всего за сборную Швеции он выходил на поле в 42 матчах и забил 8 голов.

## Тренерская карьера
По окончании игровой карьеры он работал скаутом, разыскивая талантливую молодежь для клуба «АИК». Впоследствии он ушёл в «Дегерфорс», где входил в тренерский штаб клуба. В 2007 году, после отставки Марка Селмерса, Андерссон некоторое время возглавлял «Дегерфорс» в качестве главного тренера. В настоящее время является спортивным директором этого клуба.

## Достижения
- Чемпион Швеции : 1996
- Финалист Кубка Швеции: 2001, 2002
- Лучший бомбардир Аллсвенскан: 1996 (19 голов)